# Stati Generali del 1614

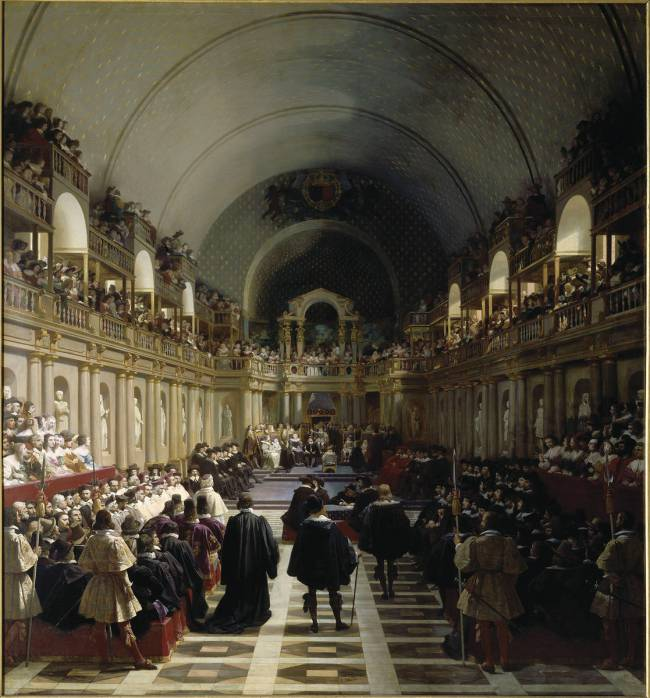
Les états généraux réunis par Louis XIII, 27 octobre 1614, dipinto di Jean Alaux del 1841.

Gli Stati Generali francesi del 1614 furono gli ultimi Stati Generali nella storia di Francia, prima di quelli del maggio 1789, subito antecedenti alla Rivoluzione Francese. Vennero sciolti da Maria de' Medici, reggente in nome del figlio Luigi XIII, la quale affidò il governo all'italiano Concino Concini, nel 1616.

## Storia
Il 7 giugno del 1614 vennero inviate lettere patenti in tutto il regno, con l'ordine di designare i deputati dei tre ordini (clero, nobiltà e terzo Stato) e di redigere i cahiers de doléances. Il 22 ottobre gli Stati vennero inaugurati al palazzo del Louvre: erano presenti 140 ecclesiastici, 132 nobili e 192 rappresentanti del Terzo Stato, in gran parte ufficiali regi.
I principali problemi portati dai deputati furono la questione della venalità delle cariche e il ruolo dell'autorità regia, con le sue limitazioni. In particolare, il terzo Stato, e segnatamente i magistrati e i consiglieri del Parlamento di Parigi, sostenevano l'inviolabilità della persona del sovrano e la sua superiorità. Questa posizione prendeva atto degli eventi passati, in special modo i regicidi di Enrico III e Enrico IV. Ciò però creava attriti con la Chiesa, dato il principio di superiorità pontificia: i gesuiti francesi e i vescovi riconoscevano al Papa l'autorizzazione ai sudditi a disubbidire al regnante eretico o indegno. Il clero da canto suo reclamava l'applicazione dei canoni tridentini in Francia, incontrando l'ostilità del terzo Stato e del Consiglio del re.
La nobiltà invece domandava la soppressione della venalità degli uffici e l'abolizione della paulette; secondo i nobili, l'ereditarietà delle cariche aveva privato il re della libera scelta dei suoi ufficiali, libertà che andava necessariamente restaurata. Quest'opinione in realtà rispecchiava anche le lamentele espresse dal popolo nelle doléances e in generale l'opinione comune, più di non quanto lo facessero i rappresentanti del terzo Stato. Questi ultimi dunque richiesero l'abolizione della paulette ma al contempo anche la riduzione delle pensioni di cui beneficiavano gli aristocratici. Al di là delle rivendicazioni di ciascun ordine, erano presenti argomenti più generali, come la riforma degli incarichi regi, spesso abusivi e causa di vari scandali finanziari. Il terzo Stato propose anche una periodicità regolare nella convocazione dell'assemblea.
Gli Stati Generali si chiusero il 23 febbraio del 1615, e nella seduta conclusiva il Consiglio del re promise una pronta risposta alle richieste espresse dagli Stati. In marzo, il cancelliere Sillery comunicò ai deputati rimasti a Parigi che il re aveva deciso di accogliere alcune delle richieste presentate dagli Stati. La venalità delle cariche fu abolita, venne istituita una camera giudiziaria preposta agli scandali dei finanzieri e gli appannaggi della nobiltà vennero ridotti: gli Stati avevano raggiunto traguardi notevoli.
Tuttavia intervenne il Parlamento di Parigi, che convocando in maniera autonoma alcuni nobili e grandi ufficiali del regno, e dichiarando di esaminare i cahiers presentati dagli Stati all'assemblea ormai conclusa, si voleva porre come autorità superiore alla stessa assemblea degli Stati e unico interlocutore con la Corona. La riunione del 28 marzo però venne sciolta su ordine del re il giorno seguente, ritenendolo un pericoloso atteggiamento di prevaricazione politica. Qualche tempo dopo il Consiglio del re annunciò che la paulette sarebbe stata prolungata provvisoriamente per altri due anni: ciò segnò la fine delle speranze di riforma presentate dagli Stati.